# يونيفزيون

يونيفزيون (بالإسبانية: Univision) شبكة تلفزيونية أمريكية ناطقة بالإسبانية تملكها شركة يونيفزيون للإتصالات. تأسست في 25 سبتمبر، 1962، موجه نحو المشاهدين الأمريكيون لاتينيون، تعرض مسلسلات تيلينوفيلا، مسلسلات دراما، برامج رياضية، برامج كوميدية، برامج الواقع، برامج منوعات، يرامج إخبارية وأفلام. يقع مقرها في منهاتن، نيويورك، الولايات المتحدة.

## برامج أصلية

### تيلينوفيلا
- الحب الحقيقي (2015)
- الطريق إلى الوجهة (2016)
- القلب الجامح (2016)
- ثلاث مرات آنا (2016)
- حلم الحب (2016)
- الطائر المجروح (2017)

### دراما
- كان اسمها دولوريس (2017)

## وصلات خارجية
- الموقع الرسمي